# 8555 Мірімао
8555 Мірімао (8555 Mirimao) — астероїд головного поясу, відкритий 3 червня 1995 року.
Тіссеранів параметр щодо Юпітера — 3,543.